# Rugia (Schiff, 1905)
Die zweite Rugia der Hamburg-Amerikanischen Packetfahrt-Actien-Gesellschaft (Hapag) war das dritte Schiff der vom Bremer Vulkan für den Verkehr nach Ostasien gebauten Rhenania-Klasse. Insgesamt wurden fünf Schiffe (Rhenania, Rhaetia, Hohenstaufen, Habsburg) dieses Typs gebaut.
Nachdem die Hapag den Passagierverkehr nach Ostasien endgültig aufgab, kamen die Schiffe auf anderen Linien zum Einsatz. Vor dem Ausbruch des Ersten Weltkriegs war die Rugia zuletzt der 1914 eröffneten Linie von Emden in die USA zugeteilt. Sie befand sich in Emden bei Kriegsausbruch und diente dort der Kaiserlichen Marine als Wohnschiff. Im Mai 1919 musste das Schiff nach Großbritannien ausgeliefert werden. 1921 kaufte die Hapag das Schiff zurück und setzte es nach Südamerika und dann Westindien ein.
1933 wurde die Rugia in Hamburg abgebrochen.

## Im Dienst der Hapag
Die ersten drei Schiffe der Rhenania-Klasse wurden von der Hapag beim Bremer Vulkan schon vor dem Abschluss der neuen Ordnung der Ostasien-Dienste mit dem NDL bestellt. Die Führung der Hamburger Reederei wollte durch die Beschaffung neuen Schiffsmaterials auf den NDL weiter einen gewissen Druck aufrechterhalten. Die neuen Schiffe sollten in 70 Tagen nach Ostasien laufen, während der NDL auf der Reichspostdampfer-Linie die Reisen in 52 Tagen abwickeln musste. Die Schiffe erhielten für die vereinbarte Passagierobergrenze von 40 Fahrgästen zwanzig großzügige Zwei-Bett-Kabine, die gegenüber den Schiffen der Feldherren-Klasse erheblich mehr Platz boten und mit 900 Mark auch erheblich preiswerter waren als die 2000 Mark, die der NDL für eine Passage erhob.
Die am 15. Mai 1905 in Vegesack vom Stapel gelaufene Rugia nahm den Namen eines Nordatlantikdampfers von 1882 wieder auf, den die Hapag 1895 nach Frankreich verkauft hatte. Das am 27. August 1905 übernommene Schiff trat am 25. September seine Jungfernfahrt nach Ostasien, auf der schon vorher die beiden vor ihr fertiggestellten Schwesterschiffe Rhenania und Rhaetia sowie die ähnliche, von der Germaniawerft gelieferte Borussia eingesetzt worden waren. Die Unsicherheit wegen des Verlaufs des Russisch-Japanischen Kriegs und der Möglichkeiten des Einsatzes auf der geplanten Route hatte schon während des Baus des zweiten und dritten Schiffes zu einer Vergrößerung der Passagiereinrichtungen geführt, die nun 98 bis 130 Kabinenpassagieren Platz bieten konnten und Raum für 800 Fahrgäste im Zwischendeck bieten konnten, um auch auf anderen Strecken der Hapag wirtschaftlich eingesetzt zu werden.
Schon am 25. März 1906 fuhr die Rugia erstmals von Hamburg nach New York und am 13. Mai startete sie zur ersten Fahrt eines Schiffes der Klasse nach Brasilien.
1909 wurde die Rugia erstmals als Truppentransporter mit einem Teil des Ablösungstransports für die Garnison des Schutzgebiets Kiautschou in Ostasien eingesetzt, als sie am 9. Januar aus Wilhelmshaven auslief. Mit dem anderen Teil der Landtruppen fuhr die Spreewald der Hapag am selben Tag von Bremen ab. Am 8. April trafen dann beide Schiffe mit den abgelösten Teilen der Garnison wieder in ihren Ausgangshäfen ein.

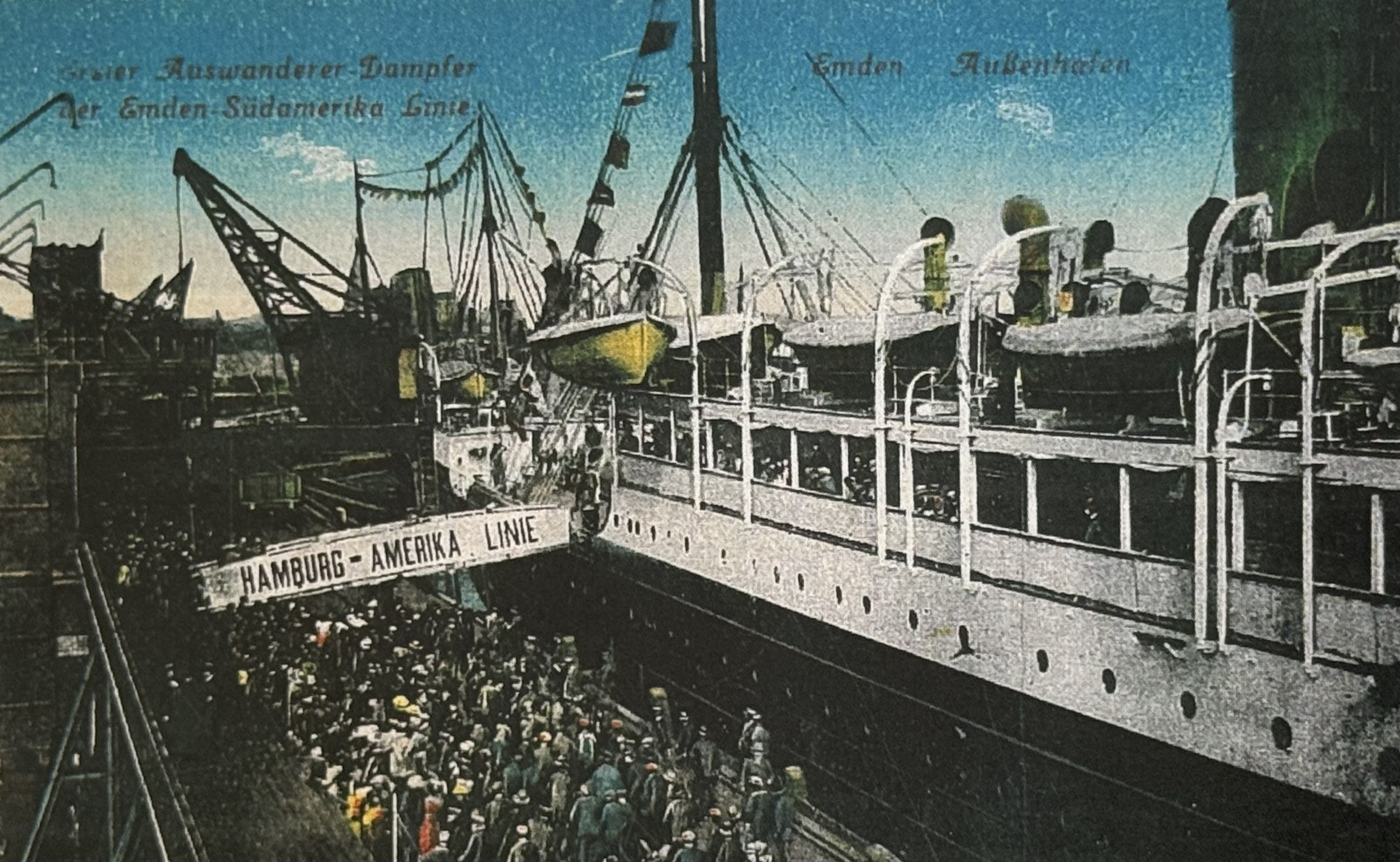
Der Auswanderdampfer Rugia 1914 in Emden.

Ab 1913 wurde die Rugia dann wieder auf dem Nordatlantik eingesetzt. Neben New York lief sie jetzt auch Philadelphia an. 
Am 1. Mai 1914 begann sie erstmals eine Reise mit 700 Auswanderern in Emden. Die beiden deutschen Großreedereien hatten sich verpflichtet, auch aus Emden regelmäßig Auswanderer zu transportieren, um eine geplante weitere Auswanderer-Reederei zu verhindern. Als der Erste Weltkrieg ausbrach, befand sich die Rugia in Emden, während das mit ihr zusammen auf der neuen Linie eingesetzte Schwesterschiff Rhaetia sich in Philadelphia befand. Die aufgelegte Rugia wurde in Emden schließlich von der Kaiserlichen Marine als Wohnschiff genutzt.

## Nachkriegseinsätze
Wie alle größeren deutschen Schiffe musste auch die Rugia auf Grund der Waffenstillstandsvereinbarung zum Ende des Weltkriegs ausgeliefert werden und wurde am 20. Mai 1919 nach Großbritannien überführt. Sie wurde anfangs von der Union Castle Mail Line, dann von den Ellerman Lines eingesetzt.
Der Hapag gelang es schon im September 1921 ihr Schiff zurückzukaufen, das dann modernisiert wurde. Die Rugia erhielt eine neue Passagier-Einrichtung für 75 Fahrgäste in der I. Klasse und 66 in der III. Klasse und wurde jetzt mit 6.672 BRT vermessen. Am 19. August 1922 startete sie zu ihrer ersten Fahrt von Hamburg nach New York. Dann folgte sie ihrem Schwesterschiff Teutonia (ex Habsburg) im Dienst nach Südamerika. Neben diesen beiden Schiffen setzte die Hapag auf dieser Route anfangs auch noch die Galicia (ex Thessalia, Kosmos-Dienst, 1904 FSG, 6146 BRT) ein.
Bei einem schweren Pampero strandete die Rugia am 10. Juli 1923 vor Santa Rosa und konnte erst nach über fünf Monaten im Dezember abgebracht werden. Das wieder in Stand gesetzte Schiff kam 1924 zusammen mit der Teutonia und Galicia auf die wieder eingerichtete Route nach Westindien und Mittelamerika. Im Zuge der Weltwirtschaftskrise musste das Schiff 1932 aufgelegt werden und wurde dann 1933 abgewrackt.

## Schicksal der Schwesterschiffe
| Stapellauf in Dienst  | Name                     | Tonnage   | Passagiere                                                   | Schicksal |
| --------------------- | ------------------------ | --------- | ------------------------------------------------------------ | --- |
| 26.08.1904 5.12.1904  | Rhenania Bau-Nr. 475     | 6.414 BRT | 40 I. Kl., 100 ZwD 1907: 97 I. Kl., 68 II. Kl., 100 III. Kl. | 24. Dezember 1904 Jungfernfahrt nach Ostasien, 1908 Kosmos-Dienst zur amerikanischen Westküste, 1910 Reichspostdampferlinie nach Ostafrika, August 1914 in Neapel, 1915 von Italien beschlagnahmt und umbenannt in Feltre, am 25. Mai 1916 durch UB 32 östlich Flamborough Head versenkt |
| 5.11.1904 12.05.1905  | Rhaetia Bau-Nr. 476      | 6.600 BRT | 98 I. Kl., 802 ZwD                                           | 27. Mai 1905 Jungfernreise nach New York, 30. August 1905 erste Reise nach Ostasien, 1906 Brasiliendienst, 1909 auf dem Nordatlantik (auch Philadelphia und Boston), 1914 in Philadelphia, 1917 von USA beschlagnahmt und umbenannt in Black Hawk, dann Black Arrow, 1924 Abbruch        |
| 25.05.1906 30.07.1906 | Habsburg Bau-Nr. 490     | 6.437 BRT | 42 I. Kl., 100 ZwD 1908: 63 I. Kl., 900 ZwD.                 | 20. August 1906 Jungfernreise nach Ostasien, 1909 Brasilien-Dienst, 1914 Hamburg, 1921 Umbenennung in Teutonia, Südamerika-, dann Westindien-Dienst, 1933 Abbruch |
| 18.08.1906 16.10.1906 | Hohenstaufen Bau-Nr. 485 | 6.489 BRT | 42 I. Kl., 100 ZwD 1908: 63 I. Kl., 1.100 ZwD.               | 20. Oktober 1906 Jungfernreise nach Ostasien, 1908 Kosmos-, 1909 Brasilien-Dienst, 1914 Rio de Janeiro, 1917 durch Brasilien beschlagnahmt und umbenannt in Cuyaba, 1964 Abbruch |